# Michael Zahnd
Michael Zahnd (14 maggio 1981) è un ex sciatore alpino svizzero.

## Biografia
Originario di Samstagern di Richterswil e attivo in gare FIS dal dicembre del 1996, Zahnd esordì in Coppa Europa il 25 gennaio 2002 a Sankt Moritz in discesa libera (58º), mentre in Coppa del Mondo disputò tre gare, tutte slalom giganti (il primo il 19 dicembre 2004 in Alta Badia, l'ultimo  il 26 febbraio 2005 a Kranjska Gora), senza portarne a termine nessuna. In Coppa Europa ottenne il miglior piazzamento il 13 marzo 2005 a Roccaraso in slalom gigante (9º) e prese per l'ultima volta il via il 14 gennaio 2006 a Oberjoch nella medesima specialità (36º), sua ultima gara in carriera; non prese parte a rassegne olimpiche o iridate.

## Palmarès

### Coppa Europa
- Miglior piazzamento in classifica generale: 57º nel 2005

### Campionati svizzeri
- 1 medaglia:
  - 1 bronzo (slalom gigante nel 2005)